# Seznam poslanců Poslanecké sněmovny Říšské rady (1885–1891)
Toto je seznam poslanců Poslanecké sněmovny Říšské rady ve volebním období 1885–1891. Zahrnuje všechny členy Poslanecké sněmovny předlitavské (rakouské) Říšské rady v VII. funkčním období od voleb do Říšské rady roku 1885 až do voleb do Říšské rady roku 1891.

## Poslanecké kluby

### Rozložení klubů po volbách
K červnu 1885 se v Poslanecké sněmovně Říšské rady uvádí následující poslanecké kluby a stranické skupiny:
- Sjednocená levice, 129 členů
- Český klub, 66 členů (+ 1 další očekávaný v doplňovací volbě)
- Polský klub, 60 členů
- Hohenwartův klub (tzv. Strana práva), 40 členů
- Coroniniho klub, 24 členů
- Liechtensteinův klub, 16 členů
- Lienbacherova skupina, 5 členů
- Antisemité, 5 členů
- Klub demokratů, 3 členové
- Rakouskoněmecká hospodářská strana, 1 člen

### Pozdější změny v rozložení klubů 1885–1887
- Ještě v roce 1885 se klub Sjednocené levice rozpadl na Deutscher Club (Německý klub), nacionálně radikálnější v duchu mladoněmeckého politického proudu, se 44 členy a zbytkový Deutschösterreichischer Club (Německorakouský klub) s 86 členy.[2]

- V roce 1887 se od Deutscher Club odtrhla ještě radikálnější skupina Deutschnationale Vereinigung (též nazývána Deutschnationaler Club) se 14 členy.[2]

Podle stavu k dubnu 1887 existovalo v Říšské radě 11 poslaneckých klubů s celkem 333 poslanci. 26 poslanců nebyli členy žádného klubu:
- Deutschösterreichischer Club, 84 členů
- Český klub, 63 členů
- Polský klub, 56 členů
- Hohenwartův klub (tzv. Strana práva), 36 členů
- Deutscher Club, 28 členů
- Liechtensteinův klub, 19 členů
- Deutschnationaler Club, 14 členů
- Coroniniho klub, 11 členů
- Tridentský klub (Trento-Club), 7 členů
- Antisemité, 4 členové
- Rusínský klub, 4 členové

- V říjnu 1887 z Českého klubu vystoupila šestičlenná skupina mladočechů, kteří pak na Říšské radě měli svůj, početně postupně narůstající, Klub neodvislých českých poslanců (mladočeský klub).[3]

### Pozdější změny v rozložení klubů 1888–1891
Koncem 80. let došlo k opětovnému spojení Deutschösterreichischer Club a Deutscher Club, čímž vznikl klub Vereinigte deutsche Linke (Sjednocená německá levice), navazující na bývalý klub Sjednocené levice
Podle stavu roku 1890 existovalo v Říšské radě 10 poslaneckých klubů. 27 poslanců nebyli členy žádného klubu:
- Sjednocená německá levice, 110 členů, předseda Johann von Chlumecký
- Český klub, 56 členů, předseda František Ladislav Rieger
- Polský klub, 55 členů, předseda Apolinary Jaworski
- Hohenwartův klub (tzv. Strana práva, ofic. Klub pravého středu), 34 členů, předseda Karl von Hohenwart
- Klub Deutschnationale Vereinigung, 18 členů, předseda Julius Derschatta
- Liechtensteinův klub (ofic. Klub středu), 16 členů, předseda Heinrich Brandis
- Coroniniho klub (ofic. Klub liberálního středu), 12 členů, předseda Franz Coronini-Cronberg
- Mladočeský klub (ofic. Klub neodvislých poslanců českých), 8 členů, předseda Emanuel Engel
- Tridentský klub (Trento-Club), 7 členů, předseda Valeriano Malfatti
- Rusínský klub, 3 členové
- 27 poslanců označeno jako bez klubové příslušnosti, z nich 9 ale označeno coby Antisemité

## Seznam poslanců
| Jméno                                   | Kurie | Volební obvod                      | Korunní země | Klub/ Strana                                                            | Poznámka |
| --------------------------------------- | ----- | ---------------------------------- | ------------ | ----------------------------------------------------------------------- | --- |
| Abrahamowicz Dawid                      | VO    | Lvov atd.                          | HA           | Polský klub                                                             | |
| Adámek Karel                            | VO    | Rychnov n. Kn., Žamberk atd.       | ČE           | Český klub                                                              | |
| Adametz Karl                            | VO    | Neustadt, Baden atd.               | DR           | Spoj. levice, pak Něm.-rak. klub, pak Spoj. něm. levice                 | |
| Alberti Eduard                          | VS    | II. volič. sbor                    | TY           | Tridentský klub                                                         | Slib slož. 12. 10. 1886.                                                                                               |
| Angerer Johann                          | M/OŽK | Bolzano, Merano atd./Bolzano       | TY           | Spoj. levice, pak Něm. klub, pak Spoj. něm. levice                      | |
| Aresin-Fatton Josef                     | VS    |                                    | MO           | Spoj. levice, pak Něm.-rak. klub, pak Spoj. něm. levice                 | |
| Attems Franz                            | VS    |                                    | ŠT           | Spoj. levice, pak Něm.-rak. klub, pak Spoj. něm. levice                 | |
| Auspitz Rudolf                          | M     | Mikulov, Hustopeče atd.            | MO           | Spoj. levice, pak Něm.-rak. klub, pak Spoj. něm. levice                 | Volba 27. 3. 1890 anulována.                                                                                           |
| Ausserer Karl                           | M     | Maribor, Sl. Bistrica atd.         | ŠT           | Spoj. levice                                                            | Rezign. oznámena na sch. 30. 1. 1889.                                                                                  |
| Baernreither Josef Maria                | VS    |                                    | ČE           | Spoj. levice, pak Něm.-rak. klub, pak Spoj. něm. levice                 | |
| Banhans Anton                           | M     | Žatec, Postoloprty atd.            | ČE           | Spoj. levice                                                            | Rezign. oznámena na sch. 28. 1. 1886.                                                                                  |
| Bareuther Ernst                         | M     | Cheb, Frant. Lázně atd.            | ČE           | Spoj. levice, pak Deutschnat. Vereinig.                                 | Rezign. oznámena na sch. 18. 2. 1887, 23. 4. 1887 opět slož. slib.                                                     |
| Bartoszewski Karol                      | M     | Rzeszów, Jarosław atd.             | HA           | Polský klub                                                             | |
| Bazzanella Emanuele                     | VO    | Trento, Borgo atd.                 | TY           | Hohenwartův klub, pak Tridentský klub                                   | Slib slož. 28. 9. 1885.                                                                                                |
| Beer Adolf                              | M     | Šternberk, Uničov atd.             | MO           | Spoj. levice, pak Něm.-rak. klub, pak Spoj. něm. levice                 | |
| Beeß Georg                              | VS    |                                    | SL           | Spoj. levice, pak Něm.-rak. klub, pak Spoj. něm. levice                 | |
| Belcredi Egbert                         | VS    |                                    | ČE           | Český klub                                                              | |
| Bendel Josef                            | M     | Jablonec, Hodkovice n. M. atd.     | ČE           | Spoj. levice, pak Něm. klub, pak Spoj. něm. levice                      | |
| Benoé Atanazy                           | VS    |                                    | HA           | Polský klub                                                             | Slib slož. 2. 10. 1885.                                                                                                |
| Berchtold Zikmund                       | VS    |                                    | MO           | Coroniniho klub, r. 1890 nezařaz.                                       | |
| Bertolini di Monteplaneta Carlo         | M/OŽK | Roveredo, Mori atd./Roveredo       | TY           | Coroniniho klub                                                         | Zemřel 10. 3. 1889. |
| Bienert Franz                           | VO    | Litoměřice, Štětí atd.             | ČE           | Německý klub                                                            | Nastoupil 28. 1. 1887 za J. Stibitze, zemřel 1889.                                                                     |
| Biliński Leon                           | M     | Stanislavov, Tysmenicja atd.       | HA           | Polský klub                                                             | |
| Blažek Gabriel                          | M     | Praha (St. Město)                  | ČE           | Mladočeský klub                                                         | Slib slož. 11. 10. 1887.                                                                                               |
| Bloch Josef Samuel                      | M     | Kolomyja, Bučač atd.               | HA           | Polský klub                                                             | |
| Bobrzyński Michał                       | VS    |                                    | HA           | Polský klub                                                             | Rezign. oznámena na sch. 4. 12. 1890.                                                                                  |
| Bohaty Adolf                            | OŽK   | Liberec                            | ČE           | Spoj. levice, pak Něm. klub, pak Spoj. něm. levice                      | |
| Bojakovský Ferdinand                    | M     | Kroměříž, Uh. Hradiště atd.        | MO           | Český klub                                                              | |
| Böns Franz                              | VO    | Litoměřice, Štětí atd.             | ČE           | Spoj. něm. levice                                                       | Nastoupil 3. 12. 1889 místo F. Bienerta.                                                                               |
| Boos-Waldeck Viktor                     | VO    | Stříbro, Horš. Týn atd.            | ČE           | Spoj. levice, pak Něm. klub, pak Spoj. něm. levice                      | |
| Borčić Lovro                            | M/OŽK | Split                              | DA           | Hohenwartův klub                                                        | |
| Borelli Vranski Manfred                 | NZ    |                                    | DA           | Hohenwartův klub                                                        | Slib slož. 23. 2. 1886, rezign. oznámena na sch. 10. 2. 1888.                                                          |
| Borkowski-Dunin Jerzy                   | VO    | Tarnopol, Skalat atd.              | HA           | Polský klub                                                             | Nastoupil 21. 2. 1889 místo K. Grocholského.                                                                           |
| Brandis Heinrich                        | VO    | Freistadt, Perg atd.               | HR           | Liechtensteinův klub                                                    | |
| Brenner-Felsach Josef                   | VS    |                                    | DR           | Spoj. levice, pak Něm.-rak. klub, pak Spoj. něm. levice                 | |
| Bromovský Josef                         | M     | Praha (St. Město)                  | ČE           | Český klub                                                              | |
| Bulat Gajo                              | VO    | Split, Brač atd.                   | DA           | Hohenwartův klub                                                        | |
| Bulić Frane                             | VO    | Sinj, Imotski atd.                 | DA           |                                                                         | Nastoupil 11. 10. 1887 místo M. Pavlinoviće, rezign. oznámena na sch.3. 12. 1889.                                      |
| Burgstaller-Bidischini Giuseppe         | M     | II. a III. volič. sbor             | TE           | Coroniniho klub                                                         | |
| Carneri Bartholomäus                    | M     |                                    | ŠT           | Spoj. levice, pak Něm.-rak. klub, pak Spoj. něm. levice                 | |
| Ciani Giovanni                          | M     | Trento, Cles atd.                  | TY           | Coroniniho klub, pak Tridentský klub                                    | |
| Cieński Stanisław                       | VS    |                                    | HA           | Polský klub                                                             | Slib slož. 11. 10. 1887.                                                                                               |
| Ciupercovici Arcadie                    | VS    | I. volič. sbor                     | BU           | Hohenwartův klub                                                        | Slib slož. 28. 9. 1885.                                                                                                |
| Ciurletti Simone                        | VS    | II. volič. sbor                    | TY           | Coroniniho klub                                                         | Zemřel 26. 5. 1886. |
| Clam-Martinic Jindřich J.               | VS    |                                    | ČE           | Český klub                                                              | Slib slož. 8. 10. 1886, zemřel 5. 6. 1887.                                                                             |
| Clam-Martinic Richard                   | VS    |                                    | ČE           | Český klub                                                              | Rezign. oznámena na sch. 24. 10. 1888.                                                                                 |
| Conrad v. Eybesfeld Sigmund             | VO    | Suceava, Rădăuți atd.              | BU           |                                                                         | V roce 1885 pravděpodobně vyloučen.                                                                                    |
| Coronini-Cronberg Franz                 | M/OŽK | GG. Cormòns atd./Gorice            | GG           | Coroniniho klub                                                         | |
| Czajkowski Alfons                       | VS    |                                    | HA           | Polský klub                                                             | |
| Czartoryski Jerzy Konstanty             | VO    | Jarosław, Cieszanów atd.           | HA           | Polský klub                                                             | |
| Czaykowski Władysław                    | VO    | Terebovlja, Husjatyn atd.          | HA           | Polský klub                                                             | |
| Czerkawski Euzebiusz                    | M     | Tarnopol atd.                      | HA           | Polský klub                                                             | |
| Czernin Eugen                           | VS    |                                    | ČE           | Český klub                                                              | [ 9 ] |
| Czernin Eugen                           | VS    |                                    | ČE           | Český klub                                                              | Slib složil 14. 10. 1887. Volba potvrz. 24. 10. 1887.                                                                  |
| Czecz-Lindenwald Hermann                | VO    | Biała, Żywiec atd.                 | HA           | Polský klub                                                             | Nastoupil 30. 1. 1889 místo F. Ziemiałkowského.                                                                        |
| Debiasi Giovanni Battista               | M/OŽK | Roveredo, Mori atd./Roveredo       | TY           | Tridentský klub                                                         | Nastoupil 6. 12. 1889 místo C. B. di Monteplanety.                                                                     |
| Demel v. Elswehr Johann                 | M     | Těšín, Frýdek atd.                 | SL           | Spoj. levice, pak Něm.-rak. klub, pak Spoj. něm. levice                 | |
| Derschatta v. Standhalt Julius          | M     | Št. Hradec (předměstí)             | ŠT           | Spoj. levice, pak Deutschnat. Vereinig.                                 | |
| Deym Ferdinand ze Stříteže              | VS    |                                    | ČE           | Český klub                                                              | Slib slož. 30. 4. 1888.                                                                                                |
| Deym František ze Stříteže              | VS    |                                    | ČE           | Český klub                                                              | R. 1887 povolán do Panské sněmovny.                                                                                    |
| Dobler Theodor                          | M     | Krems, Stein atd.                  | DR           | Spoj. levice                                                            | Rezign. oznámena na sch. 28. 1. 1887.                                                                                  |
| Doblhamer Gregor                        | VO    | Ried, Braunau                      | HR           | Liechtensteinův klub                                                    | |
| Doblhoff-Dier Heinrich                  | VS    |                                    | DR           | Spoj. levice, pak Něm.-rak. klub, pak Spoj. něm. levice                 | |
| Dobřenský Jan Antonín                   | VS    |                                    | ČE           | Český klub                                                              | Rezign. oznámena dopisem 19. 1. 1888.                                                                                  |
| Dostál Karel                            | M     | Tábor, Pacov atd.                  | ČE           | Český klub                                                              | |
| Dubsky Adolf                            | VS    |                                    | MO           | Coroniniho klub, pak Něm.-rak. klub, k .r 1890 Coroniniho klub          | |
| Dubský Quido                            | VS    |                                    | MO           | Spoj. levice, pak Spoj. něm. levice                                     | |
| Dumreicher Armand                       | OŽK   | Klagenfurt                         | KO           | Německorak. klub, pak Spoj. něm. levice                                 | Nastoupil 5. 6. 1886 místo G. Pachera.                                                                                 |
| Dunajewski Julian                       | M     | Biala, N. Sącz atd.                | HA           | Polský klub                                                             | |
| Dürich Josef                            | M     | Jičín, Sobotka atd.                | ČE           | k r. 1887 Český klub                                                    | |
| Dzieduszycki Wojciech                   | VS    |                                    | HA           | Polský klub                                                             | Rezign. oznámena na sch. 11. 10. 1887.                                                                                 |
| Dzwonkowski Edward                      | VS    |                                    | HA           | Polský klub                                                             | Zemřel 1887. |
| Ebenhoch Alfred                         | VO    | Rohrbach, Urfahr atd.              | HR           | Liechtensteinův klub                                                    | Nastoupil 6. 11. 1888 místo F. Fischera.                                                                               |
| Edlbacher August                        | M     | Steyr, Kremsmünster atd.           | HR           | Spoj. něm. levice                                                       | Nastoupil 4. 12. 1888 místo J. Hochhausera.                                                                            |
| Eichhorn Rudolf                         | VO    | Zwettl, Waidhofen a. d. Thaya atd. | DR           | Antisemité, r. 1890 nezařaz.                                            | Nastoupil 24. 10. 1888 místo G. Schönerera.                                                                            |
| Eigner Moritz                           | M     | Linec, Urfahr atd.                 | HR           | Spoj. levice, pak Něm.-rak. klub                                        | Rezign. oznámena na sch. 25. 1. 1888.                                                                                  |
| Eltz Alfred                             | VS    |                                    | DR           | Coroniniho klub, pak Něm.-rak. klub, pak Spoj. něm. levice              | Slib slož. 28. 9. 1885.                                                                                                |
| Engel Emanuel                           | M     | Kolín atd.                         | ČE           | Český klub, od r. 1887 Mladočeský klub                                  | |
| Exner Wilhelm                           | VO    | Hernals, Ottakring atd.            | DR           | Spoj. levice, pak Něm.-rak. klub, pak Spoj. něm. levice                 | |
| Fabián Václav                           | VS    |                                    | ČE           | Český klub                                                              | |
| Falkenhayn Julius                       | VS    |                                    | HR           | Hohenwartův klub                                                        | |
| Fanderlík Josef                         | M     | N. Město, Bystřice atd.            | MO           | Český klub                                                              | |
| Ferjančič Andrej                        | VO    | Postojna, Planina atd.             | KR           | Hohenwartův klub                                                        | Slib slož. 28. 1. 1887.                                                                                                |
| Fiegl Josef                             | M     | Baden, Mödling atd.                | DR           | Antisemité, r. 1890 nezařaz.                                            | |
| Fischer Franz                           | VO    | Rohrbach, Urfahr atd.              | HR           | Liechtensteinův klub                                                    | Zemřel 1888. |
| Fischer Josef                           | VO    | Hietzing, Bruck atd.               | DR           | k r. 1887 Německý klub, pak Spoj. něm. levice                           | |
| Fišera Václav                           | VO    | Hr. Králové atd.                   | ČE           | Český klub                                                              | |
| Foregger Richard                        | M     | Celje, Prasberg atd.               | ŠT           | Spoj. levice, pak Deutschnat. Vereinig.                                 | Rezign. oznámena na sch. 18. 2. 1887, 26. 4. 1887 opět slož. slib.                                                     |
| Franceschi Giovanni Battista            | VO    | Poreč, Koper atd.                  | IS           | Coroniniho klub                                                         | Slib slož. 28. 9. 1885.                                                                                                |
| Fries August                            | VS    |                                    | MO           | Nezařaz.                                                                | Nastoupil 8. 12. 1889 místo A. Fürstenberga.                                                                           |
| Fuchs Viktor                            | VS    |                                    | SA           | Lienbacherova skupina, k r. 1887 Liechtensteinův klub                   | Slib slož. 28. 9. 1885.                                                                                                |
| Fürnkranz Heinrich                      | VO    | Krems, Mautern atd.                | DR           | K r. 1890 nezařaz.                                                      | Nastoupil 5. 6. 1886 místo F. Schürera.                                                                                |
| Fürstenberg Arnošt Egon                 | VS    |                                    | MO           | Hohenwartův klub                                                        | Zemřel 24. 3. 1889. |
| Furtmüller Rudolf                       | VO    | Korneuburg, Ober-Hollabrunn atd.   | DR           | Spoj. levice, pak Něm. klub, pak Spoj. něm. levice                      | |
| Fuß Hubert                              | M/OŽK | Opava                              | SL           | Antisemité, pak Deutschnat. Vereinig.                                   | |
| Garnhaft Karl                           | VO    | Mistelbach, Feldsberg atd.         | DR           | Lienbacherova skupina, pak Deutschnat. Vereinig.                        | |
| Gasser Vinzenz                          | VO    | Imst, Reutte atd.                  | TY           | Hohenwartův klub                                                        | Nastoupil 24. 10. 1888 místo J. Greutera.                                                                              |
| Gentilini Luigi                         | VO    | Roveredo, Riva atd.                | TY           | Hohenwartův klub, pak Tridentský klub                                   | Slib slož. 28. 9. 1885.                                                                                                |
| Ghon Carl                               | VO    | Villach, Ferlach atd.              | KO           | Německorak. klub, pak Spoj. něm. levice                                 | Nastoupil 16. 2. 1886 místo B. Wranna.                                                                                 |
| Giovanelli Ignaz                        | VS    | II. volič. sbor                    | TY           | Hohenwartův klub                                                        | Zemřel 16. 8. 1889. |
| Gniewosz-Oleksów Edward                 | VO    | Sanok, Brzozów atd.                | HA           | Polský klub                                                             | |
| Gödel-Lannoy Hermann                    | VO    | Maribor, Slov. Konjice atd.        | ŠT           | Hohenwartův klub, r. 1890 nezařaz.                                      | |
| Goëss Zeno Vinzenz                      | VS    |                                    | KO           | Spoj. levice                                                            | Rezign. oznámena dopisem 2. 6. 1888.                                                                                   |
| Goian Leon                              | VS    | II. volič. sbor                    | BU           | Hohenwartův klub                                                        | Nastoupil 20. 3. 1889 místo N. Grigorcei.                                                                              |
| Gołuchowski Adam                        | VS    |                                    | HA           | Polský klub                                                             | Rezign. oznámena dopisem 20. 3. 1886, 28. 5. 1886 opět slož. slib.                                                     |
| Gomperz Julius                          | OŽK   | Brno                               | MO           | Spoj. levice, pak Něm.-rak. klub, pak Spoj. něm. levice                 | |
| Gregorec Lavoslav                       | VO    | Ptuj, Rogaška Slatina atd.         | ŠT           | Hohenwartův klub, r. 1890 nezařaz.                                      | Nastoupil 29. 9. 1886 místo M. Raiče.                                                                                  |
| Grégr Eduard                            | VO    | Roudnice, Louny atd.               | ČE           | Český klub, od r. 1887 Mladočeský klub                                  | Slib slož. 28. 9. 1885.                                                                                                |
| Greuter Josef                           | VO    | Imst, Reutte atd.                  | TY           | Hohenwartův klub                                                        | Slib slož. 24. 10. 1885, zemřel 15. 7. 1888.                                                                           |
| Grigorcea Nicolae                       | VS    | II. volič. sbor                    | BU           | Hohenwartův klub                                                        | Zemřel 1888/89. |
| Grocholski Kazimierz                    | VO    | Tarnopol, Skalat atd.              | HA           | Polský klub                                                             | Zemřel 10. 12. 1888.                                                                                                   |
| Groß Franz Xaver                        | M     | Wels, Eferding atd.                | HR           | Spoj. levice, pak Něm.-rak. klub                                        | Zemřel 15. 1. 1890. |
| Groß Gustav                             | M     | Jihlava, Třebíč atd.               | MO           | Spoj. něm. levice                                                       | Nastoupil 3. 12. 1889 místo E. Sturma.                                                                                 |
| Grotowski Leon                          | VS    |                                    | HA           | Polský klub                                                             | Slib slož. 28. 9. 1885.                                                                                                |
| Gudenus Leopold                         | VS    |                                    | DR           | Spoj. levice, pak Něm.-rak. klub, pak Spoj. něm. levice                 | |
| Haase Johann                            | M     | Znojmo, Dačice atd.                | MO           | Spoj. levice, pak Něm.-rak. klub, pak Spoj. něm. levice                 | |
| Haase Theodor                           | M     | Bílsko, Strumeň atd.               | SL           | Spoj. levice, pak Něm.-rak. klub, pak Spoj. něm. levice                 | |
| Habermann Josef                         | M     | N. Jičín, Štramberk atd.           | MO           | Německorak. klub, pak Spoj. něm. levice                                 | Nastoupil 29. 9. 1886 místo A. Skeneho                                                                                 |
| Hackelberg-Landau Rudolf Adam           | VS    |                                    | ŠT           | Spoj. levice, pak Něm.-rak. klub, pak Spoj. něm. levice                 | |
| Hagenhofer Franz                        | VO    | Hartberg, Weiz atd.                | ŠT           | Liechtensteinův klub                                                    | Nastoupil 7. 2. 1890 místo A. v. Liechtensteina.                                                                       |
| Hájek Bedřich                           | M     | Praha (M. Strana, Hradčany atd.)   | ČE           | Český klub                                                              | |
| Hájek Max                               | OŽK   | Plzeň                              | ČE           | Český klub                                                              | |
| Hallwich Hermann                        | M     | Trutnov, Vrchlabí atd.             | ČE           | Spoj. levice, pak Něm. klub, pak Spoj. něm. levice                      | |
| Hausner Otto                            | M     | Sambir, Stryj atd.                 | HA           | Polský klub                                                             | Zemřel v únoru 1890.                                                                                                   |
| Hayden Eduard                           | VS    |                                    | HR           | Hohenwartův klub, k r. 1887 Liechtensteinův klub                        | |
| Heilsberg Josef Alfred                  | M     | Bruck, Leoben atd.                 | ŠT           | Spoj. levice, pak Něm. klub, pak Spoj. něm. levice                      | |
| Heinrich Josef                          | VO    | Litomyšl, Lanškroun atd.           | ČE           | Rak.-něm. hospodářská str., r. 1890 nezařaz.                            | Slib slož. 28. 9. 1885.                                                                                                |
| Herbst Eduard                           | M     | Vídeň, I. okres                    | DR           | Spoj. levice, pak Něm.-rak. klub, pak Spoj. něm. levice                 | |
| Herold Josef                            | M     | Čáslav, K. Hora atd.               | ČE           | Mladočeský klub                                                         | Slib slož. 25. 1. 1888.                                                                                                |
| Hevera Čeněk                            | VO    | Kolín atd.                         | ČE           | Český klub                                                              | |
| Hielle Karl                             | M     | Rumburk, Kr. Lípa atd.             | ČE           | Spoj. něm. levice                                                       | Nastoupil 26. 4. 1887 místo H. Stingla.                                                                                |
| Hirsch Gustav                           | VS    |                                    | SL           | Spoj. levice, pak Něm.-rak. klub, pak Spoj. něm. levice                 | |
| Hladík Karel                            | M     | Karlín atd.                        | ČE           | Český klub                                                              | |
| Hlávka Josef                            | VS    |                                    | ČE           | Český klub                                                              | |
| Hochhauser Johann                       | M     | Steyr, Kremsmünster atd.           | HR           | Německorak. klub                                                        | Nastoupil 28. 1. 1886 místo F. Wickhoffa, rezign. oznámena na sch.24. 10. 1888.                                        |
| Hock Gustav                             | VO    | St. Veit, Wolfsberg atd.           | KO           | Spoj. levice, pak Deutschnat. Vereinig.                                 | |
| Hohenlohe-Waldenburg-Schillingsfürst E. | VS    |                                    | GG           | Spoj. levice, k r. 1890 Coroniniho klub                                 | |
| Hohenwart Karl                          | M/OŽK | Lublaň                             | KR           | Hohenwartův klub                                                        | |
| Hompesch-Bollheim Ferdinand             | VO    | Łańcut, Nisko atd.                 | HA           | Polský klub                                                             | |
| Hoppen Apolinary                        | VS    |                                    | HA           | Polský klub                                                             | Slib slož. 28. 9. 1885, zemřel 28. 4. 1886.                                                                            |
| Hurmuzachi Eudoxiu                      | M     | Suceava, Siret atd.                | BU           | Nezařaz.                                                                | Nastoupil 11. 2. 1890 místo C. Tomaszczuka.                                                                            |
| Hren Jakob                              | VO    | Kočevje, Trebnje atd.              | KR           | Hohenwartův klub                                                        | |
| Hübner Viktor                           | VO    | Znojmo, Dačice atd.                | MO           | Spoj. levice, pak Něm.-rak. klub, pak Spoj. něm. levice                 | |
| Hütter Heinrich                         | VO    | Krumlov, Kaplice atd.              | ČE           | Spoj. levice, pak Něm.-rak. klub, pak Spoj. něm. levice                 | |
| Chamiec Antoni                          | VO    | Horodenka, Zališčiki atd.          | HA           | Polský klub                                                             | |
| Chlumecký Johann                        | M     | Brno                               | MO           | Spoj. levice, pak Něm.-rak. klub, pak Spoj. něm. levice                 | |
| Chotkowski Władysław                    | VO    | Krakov, Wieliczka atd.             | HA           | Polský klub                                                             | |
| Chrzanowski Leon                        | M     | Krakov                             | HA           | Polský klub                                                             | |
| Jahn Jiljí Vratislav                    | M     | Pardubice, Holice atd.             | ČE           | Český klub                                                              | |
| Jäkl Anton                              | VO    | Liberec, Č. Dub atd.               | ČE           | Spoj. levice, pak Něm. klub, pak Spoj. něm. levice                      | |
| Jaksch v. Wartenhorst Friedrich         | VS    |                                    | ČE           | Spoj. levice, pak Něm.-rak. klub, pak Spoj. něm. levice                 | |
| Janda Václav                            | VO    | Ml. Boleslav atd.                  | ČE           | Český klub, pak Mladočeský klub                                         | Nastoupil 24. 10. 1888 místo J. Vraného.                                                                               |
| Jaques Heinrich                         | M     | Vídeň, I. okres                    | DR           | Spoj. levice, pak Něm.-rak. klub, pak Spoj. něm. levice                 | |
| Jarosch Leonhard                        | VO    | Nowy Sącz, Limanowa atd.           | HA           | Polský klub                                                             | Neslož. slib, na cestě do Říšské rady onemocněl a zemřel.                                                              |
| Jasiński Józef                          | VO    | Jaslo, Gorlice atd.                | HA           | Polský klub                                                             | Rezign. oznámena na sch. 11. 10. 1887.                                                                                 |
| Jaworski Apolinary                      | VS    |                                    | HA           | Polský klub                                                             | |
| Jireček Josef                           | M     | Příbram, Březové Hory atd.         | ČE           | Český klub                                                              | Slib slož. 28. 9. 1885, rezign. oznámena na sch.11. 10. 1887.                                                          |
| Jordan Andreas                          | VO    | Gradiška, Cormòns atd.             | GG           | K r. 1890 nezařaz.                                                      | Nastoupil 28. 1. 1887 místo E. C. Valussiho.                                                                           |
| Kaiser August                           | VO    | Bruntál, Frývaldov atd.            | SL           | Antisemité, r. 1890 nezařaz.                                            | Nastoupil 7. 12. 1888 místo E. Siegla.                                                                                 |
| Kaizl Josef                             | M     | Čáslav, Kut. Hora atd.             | ČE           | Český klub                                                              | Rezign. oznámena dopisem 13. 10. 1887, opět slož. slib 4. 12. 1890 místo V. Saláška jako poslanec za kurii OŽKv Praze. |
| Kallir Nathan                           | OŽK   | Brody                              | HA           | Coroniniho klub                                                         | Slib slož. 14. 10. 1885, zemřel 4. 2. 1886.                                                                            |
| Kaltenegger Mathias                     | VO    | Št. Hradec, Voitsberg atd.         | ŠT           | Liechtensteinův klub                                                    | |
| Kaniak Heinrich                         | M     | Mor. Třebová, Svitavy atd.         | MO           | Deutschnat. Vereinig.                                                   | Nastoupil 6. 3. 1890 místo F. Wenzlitzkeho.                                                                            |
| Karlon Alois                            | VO    | Leibnitz, D.-Landsberg atd.        | ŠT           | Liechtensteinův klub                                                    | Slib slož. 28. 9. 1885, rezign. oznámena na sch.11. 10. 1887.                                                          |
| Kathrein Theodor                        | VO    | Bruneck, Brixen atd.               | TY           | Hohenwartův klub                                                        | |
| Kounic Václav Robert                    | M     | Slaný, Louny atd.                  | ČE           | Český klub, od r. 1887 Mladočeský klub                                  | |
| Keil Franz                              | M/OŽK | Salzburg                           | SA           | Spoj. levice, pak Něm.-rak. klub, pak Spoj. něm. levice                 | |
| Kielanowski Tytus                       | VO    | Brody, Kamionka atd.               | HA           | Polský klub                                                             | |
| Kielmannsegg Karl                       | VS    |                                    | DR           | Spoj. levice, pak Něm.-rak. klub, pak Spoj. něm. levice                 | |
| Kindermann Franz                        | M     | Šluknov, Haňšpach atd.             | ČE           | Spoj. levice, pak Něm. klub, pak Deutschnat. Vereinig.                  | |
| Kinský Bedřich Karel                    | VS    |                                    | ČE           | Český klub                                                              | |
| Kirschner Josef                         | VO    | Č. Lípa, Jablonné atd.             | ČE           | Spoj. levice, pak Něm. klub, pak Spoj. něm. levice                      | |
| Klaić Miho                              | VO    | Zadar, Pag atd.                    | DA           | Hohenwartův klub                                                        | |
| Kleist Bedřich                          | VS    |                                    | ČE           | Český klub                                                              | |
| Klíma Josef                             | VO    | Ml. Boleslav atd.                  | ČE           | Český klub                                                              | Zemřel 10. 7. 1886. |
| Klinkosch Heinrich                      | M     | Ried, Braunau atd.                 | HR           | Spoj. levice, pak Něm. klub                                             | Zemřel 1889. |
| Klucki Stanisław                        | VS    |                                    | HA           | Polský klub                                                             | |
| Klun Karel                              | VO    | Lublaň, Litija atd.                | KR           | Hohenwartův klub                                                        | |
| Knotz Alfred                            | M     | Děčín, Podmokly atd.               | ČE           | Spoj. levice, pak Něm. klub, pak Deutschnat. Vereinig.                  | |
| Kokoschinegg Gustav                     | M     | Maribor, S. Bistrica atd.          | ŠT           | Deutschnat. Vereinig.                                                   | Nastoupil 14. 3. 1889 místo K. Ausserera.                                                                              |
| Kolovrat-Krakovský Jindřich             | VS    |                                    | ČE           | Český klub                                                              | Slib slož. 26. 4. 1887.                                                                                                |
| Kopp Josef                              | M     | Vídeň, I. okres                    | DR           | Spoj. levice, pak Něm.-rak. klub, pak Spoj. něm. levice                 | |
| Kopyciński Adam                         | VO    | Tarnow, Pilzno atd.                | HA           | Polský klub                                                             | Rezign. oznámena dopisem 19. 2. 1886, 11. 5. 1886 opět slož. slib.                                                     |
| Kossowicz Kornel                        | VO    | Rădăuți, Suceava atd.              | BU           | Hohenwartův klub                                                        | Nastoupil 6. 11. 1888 místo I. Zotty, rezign. oznámena na sch.4. 12. 1890.                                             |
| Kottulinsky Adalbert                    | VS    |                                    | ŠT           | Spoj. něm. levice                                                       | Slib slož. 6. 12. 1889.                                                                                                |
| Kovalskyj Vasyl                         | VO    | Žovkva, Sokal atd.                 | HA           | Coroniniho klub                                                         | |
| Kozłowski-Bolesta Włodzimierz           | VS    |                                    | HA           | Polský klub                                                             | Slib slož. 12. 5. 1888, rezign. oznámena na sch. 17. 5. 1888, 30. 1. 1889 opět slož. slib.                             |
| Kraus Victor                            | M     | Fürstenfeld, Weiz atd.             | ŠT           | Spoj. levice, pak Deutschnat. Vereinig.                                 | |
| Krauß Franz                             | M     | Krumlov, Kaplice atd.              | ČE           | Německorak. klub, pak Spoj. něm. levice                                 | Nastoupil 11. 10. 1887 místo F. Nitscheho.                                                                             |
| Křepek Franz                            | VO    | K. Vary, Jáchymov atd.             | ČE           | Spoj. levice, pak Něm. klub, pak Spoj. něm. levice                      | |
| Kreuzig Anton                           | M     | Vídeň, VII. okres                  | DR           | Demokraté, r. 1890 nezařaz.                                             | |
| Krofta Josef                            | M     | Plzeň                              | ČE           | Český klub                                                              | |
| Kronawetter Ferdinand                   | M     | Vídeň, VIII. okres                 | DR           | Demokraté, r. 1890 nezařaz.                                             | |
| Kübeck Max                              | VS    |                                    | MO           | Spoj. levice, pak Něm.-rak. klub, pak Spoj. něm. levice                 | |
| Kuenburg Gandolf                        | M     | Linec, Urfahr atd.                 | HR           | Spoj. něm. levice                                                       | Nastoupil 25. 1. 1888 místo M. Eignera.                                                                                |
| Kusý Wolfgang                           | VO    | Brno, Vyškov atd.                  | MO           | Český klub                                                              | Zemřel 31. 1. 1886. |
| Kyrle Eduard                            | M     | Ried, Braunau atd.                 | HR           | Spoj. něm. levice                                                       | Nastoupil 3. 12. 1889 místo H. Klinkosche.                                                                             |
| Lapenna Alois                           | NZ    |                                    | DA           | Coroniniho klub                                                         | Nastoupil 1. 6. 1888 místo M. Borelliho.                                                                               |
| Lax Peter                               | VO    | Klagenfurt; Völkermarkt atd.       | KO           | Spoj. něm. levice                                                       | Nastoupil 24. 3. 1887 místo F. Pino z Friedenthalu.                                                                    |
| Lažanský Leopold                        | M     | Písek, Domažlice atd.              | ČE           | Mladočeský klub                                                         | Nastoupil 11. 10. 1887 místo E. Tonnera.                                                                               |
| Lebwohl Karl                            | M     | Mikulov, Hustopeče atd.            | MO           | Spoj. něm. levice                                                       | Nastoupil 4. 12. 1890 místo R. Auspitze.                                                                               |
| Leon Gustav                             | OŽK   | Vídeň                              | DR           | Spoj. levice                                                            | Rezign. oznámena na sch. 25. 1. 1888.                                                                                  |
| Lewakowski August                       | VO    | Jasło, Gorlice atd.                | HA           | Polský klub                                                             | Nastoupil 14. 10. 1887 místo J. Jasińského.                                                                            |
| Lewakowski Karol                        | M     | Lvov                               | HA           | Polský klub                                                             | Rezign. oznámena na sch. 24. 10. 1888, 30. 10. 1888 opět slož. slib.                                                   |
| Lewicki Mieczysław                      | VS    |                                    | HA           | Polský klub                                                             | [ 21 ] |
| Liechtenstein Alfred                    | VO    | Feldbach, Radkersburg atd.         | ŠT           | Liechtensteinův klub                                                    | Rezign. oznámena na sch. 29. 9. 1886.                                                                                  |
| Liechtenstein Aloys                     | VO    | Hartberg, Weiz atd.                | ŠT           | Liechtensteinův klub                                                    | Rezign. oznámena na sch. 3. 12. 1889.                                                                                  |
| Lienbacher Georg                        | VO    | Salzburg, Golling atd.             | SA           | Lienbacherova skupina, r. 1890 nezařaz.                                 | |
| Lippert Julius                          | VO    | Děčín, Rumburk atd.                | ČE           | Spoj. něm. levice                                                       | Nastoupil 4. 12. 1888 místo K. Pickerta.                                                                               |
| Lorenzoni Pietro                        | VO    | Cles, Fondo atd.                   | TY           | Coroniniho klub, pak Tridentský klub                                    | |
| Łoś August                              | VO    | Sambir, Staremiasto atd.           | HA           | Polský klub                                                             | |
| Ludwigstorff Anton                      | VS    |                                    | DR           | Coroniniho klub                                                         | |
| Lueger Karl                             | M     | Vídeň, V. okres                    | DR           | Demokraté, r. 1890 nezařaz.                                             | |
| Lupul Ioan                              | VO    | Černovice, Siret atd.              | BU           | Hohenwartův klub                                                        | |
| Lützow František                        | VS    |                                    | ČE           | Český klub                                                              | Rezign. oznámena dopisem 6. 2. 1889.                                                                                   |
| Luzzatto Raffaele                       | M     | I. volič. sbor                     | TE           | Coroniniho klub                                                         | |
| Madeyski-Poray Stanisław                | VS    |                                    | HA           | Polský klub                                                             | |
| Magg Julius                             | M     | Leibnitz, Radkersburg atd.         | ŠT           | Spoj. levice, pak Něm.-rak. klub, pak Spoj. něm. levice                 | |
| Machalski Maksymilian                   | M     | Krakov                             | HA           | Polský klub                                                             | Nastoupil 5. 5. 1886 místo M. Zatorského, zemřel 1890.                                                                 |
| Malfatti Valeriano                      | VS    | II. volič. sbor                    | TY           | Coroniniho klub, pak Tridentský klub                                    | |
| Mandyčevskyj Kornylo                    | VO    | Stanislavov, Bohorodčany atd.      | HA           | Polský klub, k r. 1890 Rusínský klub                                    | Slib slož. 28. 9. 1885.                                                                                                |
| Marin Gustav                            | VO    | Rădăuți, Suceava atd.              | BU           |                                                                         | Nastoupil 4. 12. 1890 místo K. Kossowicze.                                                                             |
| Masovčić Augustin                       | VO    | Šibenik, Knin atd.                 | DA           | Hohenwartův klub                                                        | |
| Mašek Josef Ladislav                    | VO    | Jičín, N. Paka atd.                | ČE           | Český klub                                                              | |
| Mathon František                        | VO    | Brno, Vyškov atd.                  | MO           | Český klub                                                              | Nastoupil 23. 3. 1886 místo W. Kusého.                                                                                 |
| Matscheko Michael                       | M     | Vídeň, IV. okres                   | DR           | Spoj. levice, pak Něm.-rak. klub, pak Spoj. něm. levice                 | |
| Mattuš Karel                            | M     | Ml. Boleslav, Turnov atd.          | ČE           | Český klub                                                              | Rezign. oznámena dopisem 1. 2. 1890.                                                                                   |
| Mauthner Max                            | OŽK   | Vídeň                              | DR           | Spoj. levice, pak Něm.-rak. klub, pak Spoj. něm. levice                 | |
| Meißler Anton                           | M     | Litoměřice, Lovosice atd.          | ČE           | Spoj. levice, pak Něm. klub, pak Spoj. něm. levice                      | |
| Menger Max                              | M     | Krnov, Albrechtice atd.            | SL           | Spoj. levice, pak Něm. klub, pak Spoj. něm. levice                      | |
| Mezník Antonín                          | VO    | Jihlava, Třebíč atd.               | MO           | Český klub                                                              | |
| Mikyška Alois                           | VO    | Val. Meziříčí, Uh. Brod atd.       | MO           | Český klub                                                              | |
| Millevoi Pietro                         | VS    |                                    | IS           | Coroniniho klub                                                         | Slib slož. 7. 10. 1885, zemřel 1888.                                                                                   |
| Milner Emanuel                          | VO    | Žatec, Chomutov atd.               | ČE           | Spoj. něm. levice                                                       | Nastoupil 10. 4. 1888 místo A. Steinera.                                                                               |
| Mladota v. Solopisk Johann              | VS    |                                    | ČE           | Spoj. něm. levice                                                       | Nastoupil 10. 12. 1890.                                                                                                |
| Mniszek-Bużenin Mieczysław              | VS    |                                    | HA           |                                                                         | Slib slož. 18. 10. 1887, rezign. oznámena na sch. 30. 1. 1889.                                                         |
| Mochnacki Edmund                        | OŽK   | Lvov                               | HA           | Polský klub                                                             | Rezign. oznámena na sch. 11. 10. 1887.                                                                                 |
| Moro Leopold                            | M     | Klagenfurt                         | KO           | Spoj. levice, pak Něm.-rak. klub, pak Spoj. něm. levice                 | |
| Morsey Franz                            | VO    | Feldbach, Radkersburg atd.         | ŠT           |                                                                         | Slib slož. 4. 12. 1890.                                                                                                |
| Moscon Julius                           | VS    |                                    | ŠT           | Spoj. levice, pak Něm.-rak. klub, pak Spoj. něm. levice                 | |
| Moser Ferdinand                         | VS    |                                    | HR           | Liechtensteinův klub                                                    | |
| Nabergoj Ivan                           | M     | IV. volič. sbor + oblast Terst     | TE           | Hohenwartův klub                                                        | |
| Nádherný z Borutína Jan                 | VS    |                                    | ČE           | Český klub                                                              | Slib slož. 28. 9. 1885.                                                                                                |
| Neuber Wilhelm                          | OŽK   | Vídeň                              | DR           | Spoj. něm. levice                                                       | Nastoupil 25. 1. 1888 místo G. Leona.                                                                                  |
| Neumayer Mathias                        | VO    | St. Johann, Tamsweg atd.           | SA           | Lienbacherova skupina, k r. 1887 Liechtensteinův klub                   | Slib slož. 28. 9. 1885.                                                                                                |
| Neuner Josef                            | M     | Brixen, Sterzing atd.              | TY           | Hohenwartův klub                                                        | |
| Neußer Franz                            | VO    | N. Jičín, Hranice atd.             | SL           | Spoj. levice, pak Něm.-rak. klub, pak Spoj. něm. levice                 | |
| Neuwirth Josef                          | OŽK   | Brno                               | MO           | Spoj. levice, pak Něm.-rak. klub, pak Spoj. něm. levice                 | |
| Niemczynowski Stanisław                 | OŽK   | Lvov                               | HA           | Polský klub                                                             | Nastoupil 11. 10. 1887 místo E. Mochnackého.                                                                           |
| Nischelwitzer Oswald                    | VO    | Spital, Hermagor atd.              | KO           | Spoj. levice, pak Něm.-rak. klub, pak Spoj. něm. levice                 | |
| Nitsche Friedrich                       | M     | Krumlov, Kaplice atd.              | ČE           | Spoj. levice, pak Něm.-rak. klub                                        | Rezign. oznámena na sch. 11. 10. 1887.                                                                                 |
| Oberndorfer Johann                      | VO    | Amstetten, Ybbs atd.               | DR           | Liechtensteinův klub                                                    | |
| Obreza Adolf                            | VO    | Postojna, Planina atd.             | KR           | Hohenwartův klub                                                        | Zemřel 26. 9. 1886. |
| Ochrymovyč Ksenofont                    | VO    | Stryj, Drohobyč atd.               | HA           | Polský klub, k r. 1890 Rusínský klub                                    | |
| Oelz Josef Anton                        | VO    | Bregenz, Bregenzerwald atd.        | VO           | Liechtensteinův klub, r. 1890 nezařaz.                                  | |
| Ofner Johann                            | M     | St. Pölten, Scheibbs atd.          | DR           | Spoj. levice, pak Něm. klub                                             | Zemřel 1887. |
| Onyszkiewicz Mieczysław                 | VS    |                                    | HA           | Polský klub                                                             | |
| Oppenheimer Ludwig                      | VS    |                                    | ČE           | Spoj. levice, pak Něm.-rak. klub, pak Spoj. něm. levice                 | |
| Orzechowski Jan                         | VO    | Bochnia, Brzesko atd.              | HA           | Polský klub                                                             | |
| Ozarkevyč Ivan                          | VO    | Kolomyja, Sňatyn atd.              | HA           | Polský klub, r. 1890 nezařaz.                                           | |
| Pabstmann Gustav Ludwig                 | VS    |                                    | ČE           | Český klub                                                              | |
| Pacher v. Theinburg Gustav              | OŽK   | Klagenfurt                         | KO           | Spoj. levice                                                            | Rezign. 1886 |
| Pálffy v. Erdöd Eduard                  | VS    |                                    | ČE           | Český klub                                                              | Slib slož. 29. 3. 1889.                                                                                                |
| Pattai Robert                           | M     | Vídeň, VI. okres                   | DR           | Antisemité, r. 1890 nezařaz.                                            | |
| Pauer Johann Paul                       | VS    |                                    | ŠT           | Spoj. levice, pak Něm.-rak. klub                                        | Zemřel 1889. |
| Pavlinović Mihovil                      | VO    | Sinj, Imotski atd.                 | DA           | Hohenwartův klub                                                        | Zemřel 18. 5. 1887. |
| Peez Alexander                          | OŽK   | Leoben                             | ŠT           |                                                                         | Nastoupil 8. 5. 1890 místo L. Zschocka.                                                                                |
| Penk Václav                             | VO    | Sedlčany, Milevsko atd.            | ČE           | Český klub                                                              | |
| Perić Josip Vergilij                    | VO    | Sinj, Imotski atd.                 | DA           | Hohenwartův klub                                                        | Nastoupil 3. 2. 1890 místo F. Buliće.                                                                                  |
| Pernerstorfer Engelbert                 | M     | Wiener-Neustadt, Neunkirchen atd.  | DR           | Spoj. levice, pak Deutschnat. Vereinig.                                 | |
| Pfeifer Viljem                          | VO    | Novo mesto, Krško atd.             | KR           | Hohenwartův klub                                                        | |
| Pichler Wilhelm                         | M     | Žatec, Postoloprty atd.            | ČE           | Německý klub, pak Spoj. něm. levice                                     | Nastoupil 29. 9. 1886 místo K. Pohnerta.                                                                               |
| Pickert Karl                            | VO    | Děčín, Rumburk atd.                | ČE           | Spoj. levice, pak Něm. klub                                             | Zemřel 1888. |
| Piniński Leon                           | VS    |                                    | HA           | Polský klub                                                             | Slib slož. 30. 1. 1889.                                                                                                |
| Pino-Friedenthal Felix                  | VO    | Klagenfurt, Völkermarkt atd.       | KO           | Coroniniho klub                                                         | Rezign. oznámena dopisem 28. 1. 1887.                                                                                  |
| Pirko Karl                              | VO    | St. Pölten, Melk atd.              | DR           | Spoj. levice, pak Něm.-rak. klub, pak Spoj. něm. levice                 | |
| Pirquet Peter                           | VS    |                                    | DR           | Spoj. levice, pak Něm.-rak. klub, pak Spoj. něm. levice                 | |
| Plass Johann                            | VO    | Linec, Steyr atd.                  | HR           | Liechtensteinův klub                                                    | |
| Plener Ernst                            | OŽK   | Cheb                               | ČE           | Spoj. levice, pak Něm.-rak. klub, pak Spoj. něm. levice                 | |
| Pleva Jan                               | VO    | Německý Brod, Polná atd.           | ČE           | Český klub                                                              | |
| Pohnert Karl                            | M     | Žatec, Postoloprty atd.            | ČE           |                                                                         | Nastoupil 28. 1. 1886 místo A. Banhanse, rezign. oznámena na sch. 29. 9. 1886.                                         |
| Poklukar Josip                          | M     | Postojna, Idrija atd.              | KR           | Hohenwartův klub                                                        | |
| Polak Otto                              | M     | Falknov, Loket atd.                | ČE           | Spoj. levice, pak Něm. klub, pak Spoj. něm. levice                      | |
| Pollak Leopold                          | OŽK   | Budějovice                         | ČE           | Český klub                                                              | |
| Popowski Józef                          | VO    | Wadowice, Myślenice atd.           | HA           | Polský klub                                                             | |
| Popper Heinrich                         | OŽK   | Černovice                          | BU           | Spoj. levice, pak Něm.-rak. klub, pak Spoj. něm. levice                 | |
| Posch Alois                             | VO    | Bruck, Leoben atd.                 | ŠT           | Spoj. levice, pak Deutschnat. Vereinig.                                 | |
| Posselt Kajetan                         | VS    |                                    | ČE           | Spoj. levice, pak Něm.-rak. klub, pak Spoj. něm. levice                 | Zemřel 1890. |
| Potocki Roman                           | VO    | Berežany, Rohatyn atd.             | HA           | Polský klub                                                             | Povolán do Panské sněmovny 26. 11. 1889.                                                                               |
| Prade Heinrich                          | M     | Liberec                            | ČE           | Spoj. levice, pak Deutschnat. Vereinig.                                 | |
| Pražák Alois                            | VO    | Boskovice, Tišnov atd.             | MO           | Český klub                                                              | |
| Promber Adolf                           | M     | Hranice, Lipník atd.               | ČE           | Spoj. levice, pak Něm.-rak. klub, pak Spoj. něm. levice                 | |
| Proskowetz Emanuel                      | OŽK   | Olomouc                            | MO           | Spoj. levice, pak Něm.-rak. klub, pak Spoj. něm. levice                 | |
| Pscheiden Georg                         | VO    | Feldbach, Radkersburg atd.         | ŠT           | Liechtensteinův klub                                                    | Slib slož. 1. 2. 1887, zemřel 1890.                                                                                    |
| Pucić (Pozza) Rafo                      | VO    | Dubrovník, Korčula atd.            | DA           | Hohenwartův klub                                                        | Slib slož. 28. 9. 1885, zemřel 1890.                                                                                   |
| Raič Božidar                            | VO    | Ptuj, Rogaška Slatina atd.         | ŠT           | Hohenwartův klub                                                        | Zemřel 6. 6. 1886. |
| Rapoport v. Porada Arnold               | OŽK   | Krakov                             | HA           | Polský klub                                                             | Rezign. oznámena dopisem 22. 9. 1885, 28. 1. 1886 slož. slib.                                                          |
| Rapp Johann                             | VO    | Schwaz, Kufstein atd.              | TY           | Hohenwartův klub                                                        | Slib slož. 28. 9. 1885.                                                                                                |
| Reicher Heinrich                        | M     | Judenburg, Neumarkt atd.           | ŠT           | Spoj. levice, pak Deutschnat. Vereinig.                                 | |
| Richter Franz                           | M     | Korneuburg, Stockerau atd.         | DR           | Spoj. levice, pak Deutschnat. Vereinig.                                 | |
| Rieger František Ladislav               | M     | Praha (N. Město)                   | ČE           | Český klub                                                              | |
| Ritter Valerius                         | M     | St. Veit, Friesach atd.            | KO           | Spoj. levice, pak Něm.-rak. klub, pak Spoj. něm. levice                 | |
| Rizzi Lodovico                          | M/OŽK | Poreč, Koper atd./Rovinj           | IS           | Coroniniho klub                                                         | Nastoupil 4. 5. 1889 místo F. Viduliche.                                                                               |
| Rogl Johann                             | VO    | Gmunden, Kirchdorf atd.            | HR           | Liechtensteinův klub                                                    | |
| Romaszkan Jakub                         | VS    |                                    | HA           | Polský klub                                                             | |
| Rosenstock Maurycy                      | OŽK   | Brody                              | HA           | Polský klub                                                             | Nastoupil 5. 4. 1886 místo N. Kallira.                                                                                 |
| Roser Franz Moritz                      | VO    | Trutnov, Vrchlabí atd.             | ČE           | Spoj. levice, pak Něm. klub, pak Spoj. něm. levice                      | |
| Roszkowski Gustaw                       | M     | Sambir, Stryj atd.                 | HA           |                                                                         | Nastoupil 25. 4. 1890 místo O. Hausnera.                                                                               |
| Rozkošný Jan                            | VO    | Uh. Hradiště, Holešov atd.         | MO           | Český klub                                                              | Nastoupil 11. 3. 1887 místo F. A. Šroma.                                                                               |
| Rozwadowski-Jordan Tomisław             | VS    |                                    | HA           | Polský klub                                                             | Slib slož. 11. 3. 1889.                                                                                                |
| Ruczka Ludwik                           | VO    | Ropczyce, Mielec atd.              | HA           | Polský klub                                                             | |
| Russ Viktor Wilhelm                     | M     | K. Vary, Jáchymov atd.             | ČE           | Spoj. levice, pak Něm.-rak. klub, pak Spoj. něm. levice                 | |
| Rutowski Tadeusz                        | M     | Tarnow, Bochnia atd.               | HA           | Polský klub                                                             | Nastoupil 25. 1. 1888 místo R. Zawadzkého.                                                                             |
| Salášek Václav                          | OŽK   | Praha                              | ČE           | Český klub                                                              | Zemřel 1890. |
| Salm-Reifferscheid Siegfried            | VS    |                                    | ČE           | Český klub                                                              | |
| Sawczyński Zygmunt                      | M     | Přemyšl, Grodek atd.               | HA           | Polský klub                                                             | |
| Serényi Otto                            | VS    |                                    | ČE           | Český klub                                                              | Slib slož. 24. 10. 1888.                                                                                               |
| Serwatowski Teodor Alfred               | VS    |                                    | HA           | Polský klub                                                             | Slib slož. 29. 9. 1886, rezign. oznámena dopisem 24. 10. 1888.                                                         |
| Scharschmid v. Adlertreu Max            | VS    |                                    | ČE           | Spoj. levice, pak Něm.-rak. klub, pak Spoj. něm. levice                 | |
| Schauer Johann                          | M     | Wels, Eferding atd.                | HR           |                                                                         | Nastoupil 18. 3. 1890 místo F. X. Große.                                                                               |
| Schaup Wilhelm                          | OŽK   | Linec                              | HR           | Spoj. levice, pak Něm.-rak. klub, pak Spoj. něm. levice                 | |
| Schier Josef                            | M     | Budějovice                         | ČE           | Spoj. levice, pak Něm.-rak. klub, pak Spoj. něm. levice                 | |
| Schindler Karel                         | VO    | Čáslav, Kut. Hora atd.             | ČE           | Český klub                                                              | |
| Schmidt Anton                           | VO    | Olomouc, Šternberk atd.            | MO           | Spoj. levice, pak Něm.-rak. klub, pak Spoj. něm. levice                 | |
| Schneeburg Rudolf                       | VS    | II. volič. sbor                    | TY           | Konzervativec Hohenwartův klub                                          | Slib slož. 3. 12. 1889.                                                                                                |
| Schönborn Vojtěch                       | VS    |                                    | ČE           | Český klub                                                              | Rezign. oznámena dopisem 8. 3. 1887.                                                                                   |
| Schönerer Georg                         | VO    | Zwettl, Waidhofen atd.             | DR           | Antisemité                                                              | Slib slož. 7. 10. 1885, ztráta mandátu kvůli odsouzení 6. 7. 1888.                                                     |
| Schürer Franz                           | VO    | Krems, Mautern atd.                | DR           | Spoj. levice                                                            | Zemřel 27. 2. 1886. |
| Schwab Adolf                            | OŽK   | Liberec                            | ČE           | k r. 1887 Německorak. klub, pak Spoj. něm. levice                       | |
| Schwarzenberg Adolf Josef               | VO    | Prachatice, Vimperk atd.           | ČE           | Český klub                                                              | Rezignoval poté, co byl povolán do Panské sněmovny 4. 12. 1888.                                                        |
| Schwegel Josef                          | VS    |                                    | KR           | Coroniniho klub, pak Něm.-rak. klub, pak Spoj. něm. levice              | |
| Siegl Eduard                            | VO    | Bruntál, Frývaldov atd.            | SL           | Spoj. levice, pak Něm. klub                                             | Rezign. oznámena na sch. 24. 10. 1888.                                                                                 |
| Siegmund Adolf                          | M     | Ustí, Chabařovice atd.             | ČE           | Spoj. levice, pak Něm. klub, pak Spoj. něm. levice                      | |
| Singalevyč Mychajlo                     | VO    | Kaluš, Dolina atd.                 | HA           | Polský klub, k r. 1890 Rusínský klub                                    | Slib slož. 28. 9. 1885.                                                                                                |
| Skarszewski-Żuk Faustyn                 | VS    |                                    | HA           | Polský klub                                                             | |
| Skene Alfred                            | M     | N. Jičín, Štramberk atd.           | MO           | Spoj. levice                                                            | Rezign. oznámena na sch. 7. 5. 1886.                                                                                   |
| Skokánek Ignác                          | OŽK   | Praha                              | ČE           | Český klub                                                              | Rezign. oznámena na sch. 16. 12. 1890.                                                                                 |
| Skopalík František                      | VO    | Kroměříž, Přerov atd.              | MO           | Český klub                                                              | |
| Slavík Josef                            | VO    | Chrudim, Nasavrky atd.             | ČE           | Český klub                                                              | |
| Smarzewski Seweryn Walenty              | VS    |                                    | HA           | Polský klub                                                             | Zemřel v březnu 1888.                                                                                                  |
| Smolka Jan Franciszek                   | M     | Lvov                               | HA           | Polský klub                                                             | |
| Sochor v. Friedrichsthal Eduard         | M     | Brody, Zoločiv atd.                | HA           | Coroniniho klub, r. 1890 nezařaz.                                       | |
| Sommaruga Guido                         | M     | Vídeň, III. okres                  | DR           | Spoj. levice, pak Něm.-rak. klub, pak Spoj. něm. levice                 | |
| Spaun Max                               | M     | Freistadt, Perg atd.               | HR           | Spoj. levice, pak Něm.-rak. klub, pak Spoj. něm. levice                 | |
| Spaur Julius                            | VS    | II. volič. sbor                    | TY           | Hohenwartův klub                                                        | Slib slož. 4. 2. 1886.                                                                                                 |
| Spens-Booden Emanuel                    | VS    |                                    | SL           | Spoj. levice, pak Něm.-rak. klub, pak Spoj. něm. levice                 | |
| Stadlober Thomas                        | VO    | Judenburg atd.                     | ŠT           | Spoj. levice, pak Deutschnat. Vereinig.                                 | |
| Stadnicki Tomasz                        | VO    | Zoločiv, Peremyšljany atd.         | HA           | Polský klub                                                             | Slib slož. 28. 9. 1885.                                                                                                |
| Stalitz-Valrisano Karl                  | OŽK   | TE                                 | TE           | Coroniniho klub                                                         | Nastoupil 28. 1. 1887 místo G. Vucetiche.                                                                              |
| Stangler Josef                          | VS    |                                    | ČE           | Český klub                                                              | |
| Starzeński August                       | VS    |                                    | HA           | Polský klub                                                             | Zemřel 1886. |
| Starzyński Stanisław                    | VS    |                                    | HA           | Polský klub                                                             | Rezignoval. |
| Steidl Antonín                          | VO    | Plzeň, Kralovice atd.              | ČE           | Český klub                                                              | |
| Steiner Anton                           | VO    | Žatec, Chomutov atd.               | ČE           | Spoj. levice, pak Něm. klub                                             | Rezign. oznámena dopisem 21. 1. 1888.                                                                                  |
| Steinwender Otto                        | M     | Villach, Hermagor atd.             | KO           | Spoj. levice, pak Deutschnat. Vereinig.                                 | |
| Stejskal Josef                          | M     | Příbram, Břez. Hory atd.           | ČE           | Český klub                                                              | Nastoupil 20. 10. 1887 místo J. Jirečka.                                                                               |
| Sternbach Ferdinand                     | VO    | Innsbruck, Sterzing atd.           | TY           | Hohenwartův klub                                                        | |
| Sterneck Richard                        | VS    |                                    | KO           | Spoj. něm. levice                                                       | Slib slož. 24. 10. 1888.                                                                                               |
| Stibitz Josef                           | VO    | Litoměřice, Štětí atd.             | ČE           | Spoj. levice                                                            | Úmrtí oznámeno na sch. 28. 1. 1887.                                                                                    |
| Stingl Hans                             | M     | Rumburk, Kr. Lípa atd.             | ČE           | Německý klub                                                            | Nastoupil 29. 9. 1886 místo E. Stracheho, rezign. oznámena dopisem 21. 2. 1887.                                        |
| Stöhr Anton                             | M     | Stříbro, Kladruby atd.             | ČE           | Spoj. levice, pak Něm.-rak. klub, pak Spoj. něm. levice                 | |
| Strache Eduard                          | M     | Rumburk, Krásná Lípa atd.          | ČE           | Spoj. levice                                                            | Rezign. oznámena na sch. 29. 9. 1886.                                                                                  |
| Struszkiewicz Władysław                 | VS    |                                    | HA           | Polský klub                                                             | Slib slož. 28. 10. 1887.                                                                                               |
| Sturm Eduard                            | M     | Jihlava, Třebíč atd.               | MO           | Spoj. levice, pak Něm.-rak. klub                                        | Slib slož. 28. 9. 1885, rezign. oznámena dopisem 31. 3. 1889.                                                          |
| Styrczea Viktor                         | VS    | II. volič. sbor                    | BU           | Hohenwartův klub                                                        | |
| Sueß Eduard                             | M     | Vídeň, II. okres                   | DR           | Spoj. levice, pak Něm.-rak. klub, pak Spoj. něm. levice                 | |
| Sueß Friedrich                          | VO    | Sechshaus atd.                     | DR           | Spoj. levice, pak Něm.-rak. klub, pak Spoj. něm. levice                 | |
| Suttner Gustav                          | VS    |                                    | DR           | Spoj. levice, pak Něm.-rak. klub, pak Spoj. něm. levice                 | |
| Świeży Ignacy                           | VO    | Těšín, Fryštát atd.                | SL           | Hohenwartův klub, k r. 1887 Polský klub                                 | |
| Swoboda Heinrich                        | VO    | Planá, Teplá atd.                  | ČE           | Spoj. levice, pak Něm. klub, pak Spoj. něm. levice                      | |
| Szczepanowski Stanisław                 | VS    |                                    | HA           | Polský klub                                                             | Slib slož. 29. 9. 1886.                                                                                                |
| Szymanowski Roman                       | VS    |                                    | HA           | k r. 1887 Polský klub                                                   | Rezign. oznámena na sch. 11. 10. 1887.                                                                                 |
| Špaček Karel                            | M     | Třeboň, Jindřichův Hradec atd.     | ČE           | Český klub                                                              | |
| Špelina Petr                            | VO    | Budějovice, Třeboň atd.            | ČE           | Český klub                                                              | |
| Špindler Ervín                          | M     | Ml. Boleslav, Turnov atd.          | ČE           |                                                                         | Nastoupil 23. 4. 1890 místo K. Mattuše.                                                                                |
| Šrom František Alois                    | VO    | Uh. Hradiště, Holešov atd.         | MO           | Český klub                                                              | Rezignoval 1886/87 poté, co povolán do Panské sněmovny.                                                                |
| Šuklje Fran                             | M     | Novo mesto, Višnja Gora atd.       | KR           | Hohenwartův klub                                                        | Rezign. oznámena na sch. 28. 1. 1886, téhož dne opět slož. slib.                                                       |
| Šulc Václav                             | VO    | Příbram, Rokycany atd.             | ČE           | Český klub                                                              | |
| Šupuk Ante                              | M/OŽK | Zadar                              | DA           | Hohenwartův klub                                                        | |
| Taufferer Benno                         | VS    |                                    | KR           | Spoj. levice, pak Něm.-rak. klub, pak Spoj. něm. levice                 | |
| Tausche Anton                           | VO    | Cheb, Aš atd.                      | ČE           | Spoj. levice, pak Něm. klub, pak Spoj. něm. levice                      | |
| Tersch Emil                             | VS    |                                    | MO           | Spoj. levice, pak Něm.-rak. klub, pak Spoj. něm. levice                 | |
| Thurnher Johann                         | VO    | Feldkirch, Bludenz atd.            | VO           | Liechtensteinův klub, r. 1890 nezařaz.                                  | |
| Tomaszczuk Constantin                   | M     | Suceava, Siret atd.                | BU           | Spoj. levice, pak Něm.-rak. klub                                        | Zemřel 1889. |
| Tonkli Josip                            | VO    | GG, Tolmin atd.                    | GG           | Hohenwartův klub                                                        | |
| Tonner Emanuel                          | M     | Písek, Domažlice atd.              | ČE           | Český klub                                                              | Rezign. oznámena na sch. 11. 10. 1887.                                                                                 |
| Trojan Alois Pravoslav                  | VO    | Smíchov, Zbraslav atd.             | ČE           | Český klub                                                              | |
| Türk Karl                               | VO    | Opava, Bílovec atd.                | SL           | Antisemité, r. 1890 nezařaz.                                            | |
| Tyszkiewicz Zdzisław                    | VO    | Rzeszów, Kolbuszowa atd.           | HA           | Polský klub                                                             | |
| Tyszkowski Antoni                       | VO    | Přemyšl, Bircza atd.               | HA           | Polský klub                                                             | Slož. slib 28. 9. 1885.                                                                                                |
| Ursin Josef                             | M     | St. Pölten, Scheibbs atd.          | DR           | K r. 1890 nezařaz.                                                      | Nastoupil 20. 10. 1887 místo J. Ofnera.                                                                                |
| Valussi Eugenio Carlo                   | VO    | Gradiška, Cormòns atd.             | GG           | Hohenwartův klub                                                        | Slib slož. 28. 9. 1885, rezignoval 1886, poté co povolán do Panské sněmovny.                                           |
| Vašatý Jan                              | VO    | Písek, Strakonice atd.             | ČE           | Český klub, od r. 1887 Mladočeský klub                                  | |
| Vayhinger Adolf                         | VO    | Nowy Sącz, Limanowa atd.           | HA           | Polský klub                                                             | Nastoupil 16. 3. 1886 místo L. Jarosche.                                                                               |
| Vergani Ernst                           | M     | Krems, Stein atd.                  | DR           | K r. 1890 nezařaz.                                                      | Nastoupil 23. 4. 1887 místo T. Doblera.                                                                                |
| Vergottini Tommaso                      | VS    |                                    | IS           | Coroniniho klub                                                         | Nastoupil 30. 1. 1889 místo P. Millevoie.                                                                              |
| Veselý František Viktor                 | VO    | Karlín atd.                        | ČE           | Český klub                                                              | |
| Vetter v. Lilie Felix                   | VS    |                                    | MO           | Coroniniho klub, r. 1890 nezařaz.                                       | |
| Vidulich Francesco                      | M/OŽK | Poreč, Koper atd./Rovinj           | IS           | Coroniniho klub                                                         | Slib slož. 28. 9. 1885, zemřel 1888/89.                                                                                |
| Vielguth Hermann                        | M     | Urfahr, Ottensheim atd.            | HR           | Spoj. levice, pak Něm.-rak. klub, pak Spoj. něm. levice                 | |
| Vitezić Dinko                           | VO    | Pazin, Bolosca atd.                | IS           | Hohenwartův klub                                                        | |
| Vojnović Đorđe                          | VO    | Risan, Kotor atd.                  | DA           | Hohenwartův klub                                                        | |
| Vošnjak Mihael                          | VO    | Celje, Brežice atd.                | ŠT           | Hohenwartův klub                                                        | |
| Vraný Josef                             | VO    | Ml. Boleslav, Nymburk atd.         | ČE           | Český klub                                                              | Nastoupil 29. 9. 1886 místo J. Klímy, rezign. oznámena na sch. 24. 10. 1888.                                           |
| Vratislav z Mitrovic Evžen              | VS    |                                    | ČE           | Český klub                                                              | |
| Vucetich Giovanni de Bielitz            | OŽK   | TE                                 | TE           | Coroniniho klub                                                         | Slib slož. 28. 9. 1885, rezign. oznámena na sch.28. 1. 1887.                                                           |
| Wagner Heinrich                         | M     | Černovice                          | BU           | Spoj. levice, pak Něm.-rak. klub, pak Spoj. něm. levice                 | |
| Waibel Johann Georg                     | M/OŽK | Bregenz, Feldkirch atd./Feldkirch  | VO           | Spoj. levice, pak Něm.-rak. klub, pak Spoj. něm. levice                 | |
| Weber František                         | VO    | Hustopeče, Kyjov atd.              | MO           | Český klub                                                              | Rezign. oznámena dopisem 10. 4. 1889, 3. 12. 1889 opět slož. slib.                                                     |
| Weeber August                           | M     | Olomouc, Prostějov atd.            | MO           | Spoj. levice, pak Něm.-rak. klub, pak Spoj. něm. levice                 | |
| Wegscheider Johann                      | M     | St. Johann, Werfen atd.            | SA           | Spoj. levice, pak Něm.-rak. klub, pak Spoj. něm. levice                 | |
| Weißsteiner Remigius                    | VS    | I. volič. sbor                     | TY           | Liechtensteinův klub, pak Hohenwartův klub                              | |
| Weitlof Moritz                          | M     | Vídeň, I. okres                    | DR           | Spoj. levice, pak Něm. klub, pak Spoj. něm. levice                      | |
| Wenger Josef                            | VO    | Wels, Vöcklabruck atd.             | HR           | Liechtensteinův klub                                                    | |
| Wenzlitzke Fritz                        | M     | Mor. Třebová, Svitavy atd.         | MO           | Spoj. levice                                                            | Zemřel 18. 12. 1889.                                                                                                   |
| Wickhoff Franz                          | M     | Steyr, Kremsmünster atd.           | HR           | Spoj. levice                                                            | Zemřel 20. 11. 1885.                                                                                                   |
| Wiedersperg Gustav                      | VO    | Tábor, Soběslav atd.               | ČE           | Český klub                                                              | |
| Wildauer v. Wildhausen Tobias           | M/OŽK | Innsbruck, Hall atd./Innsbruck     | TY           | Spoj. levice, pak Něm.-rak. klub, pak Spoj. něm. levice                 | |
| Windisch-Grätz Ernst                    | VO    | Kranj, Kamnik atd.                 | KR           | k r. 1887 Hohenwartův klub                                              | |
| Winterholler Gustav                     | M     | Brno                               | MO           | Spoj. levice, pak Něm.-rak. klub, pak Spoj. něm. levice                 | |
| Wodzicki Antoni                         | VS    |                                    | HA           |                                                                         | Slib slož. 18. 12. 1890.                                                                                               |
| Wolański Mikołaj                        | VO    | Bučač, Čortkiv atd.                | HA           | Polský klub                                                             | |
| Woldřich Jan Nepomuk                    | VO    | Prachatice, Vimperk atd.           | ČE           | K r. 1890 nezařaz.                                                      | Nastoupil 7. 2. 1889 místo A. J. Schwarzenberga.                                                                       |
| Wolkenstein-Trostburg Wilhelm           | VS    |                                    | ČE           | Český klub                                                              | Slož. slib 14. 10. 1887.                                                                                               |
| Wrabetz Karl                            | M     | Vídeň, IX. okres                   | DR           | Spoj. levice, pak Něm.-rak. klub, pak Spoj. něm. levice                 | |
| Wrann Bartholomäus                      | VO    | Villach, Ferlach atd.              | KO           | Spoj. levice                                                            | Zemřel 1885/86. |
| Wurm Ignác                              | M     | Holešov, Bystřice atd.             | MO           | Český klub                                                              | |
| Wurmbrand Gundaker                      | OŽK   | Št. Hradec                         | ŠT           | Spoj. levice, pak Něm.-rak. klub, pak Spoj. něm. levice                 | |
| Wysocki Stanisław                       | VS    |                                    | HA           | Polský klub                                                             | |
| Zaleski Filip                           | VS    |                                    | HA           | Polský klub                                                             | Nastoupil 30. 1. 1889 místo S. Starzyńského.                                                                           |
| Zallinger-Stillendorf Franz             | VO    | Bolzano, Merano atd.               | TY           | Lienbacherova skupina, k r. 1887 Liechtensteinův klub, r. 1890 nezařaz. | |
| Zaremba Casimir                         | VO    | Berežany, Rohatyn atd.             | HA           | Polský klub                                                             | Slib slož. 21. 2. 1890.                                                                                                |
| Zatorski Maksymilian                    | M     | Krakov                             | HA           | Polský klub                                                             | Zemřel 19. 2. 1886. |
| Zawadzki Ryszard                        | M     | Tarnow, Bochnia atd.               | HA           | Polský klub                                                             | Zemřel 1887. |
| Zedtwitz Karl Moritz                    | VS    |                                    | ČE           | Spoj. levice, pak Něm.-rak. klub, pak Spoj. něm. levice                 | |
| Zehetmayr Johann                        | VO    | Schärding, Eferding atd.           | HR           | Liechtensteinův klub                                                    | |
| Zeithammer Antonín Otakar               | M     | Hr. Králové, Náchod atd.           | ČE           | Český klub                                                              | |
| Ziemiałkowski Florian                   | VO    | Biała, Żywiec atd.                 | HA           | Polský klub                                                             | 11. 10. 1888 povolán do Panské sněmovny.                                                                               |
| Zotta Ioan                              | VO    | Vyžnycja, Kicmaň atd.              | BU           | Hohenwartův klub                                                        | |
| Zotta Isidor                            | VO    | Suceava, Rădăuți atd.              | BU           | Hohenwartův klub                                                        | Slib slož. 28. 1. 1886, zemřel 1888.                                                                                   |
| Zschock Ludwig                          | OŽK   | Leoben                             | ŠT           | Spoj. levice, pak Něm.-rak. klub, pak Spoj. něm. levice                 | Zemřel 20. 3. 1890. |
| Zucker Alois                            | M     | Litomyšl, Polička atd.             | ČE           | Český klub                                                              | |
| Žáček Jan                               | VO    | Litovel, M. Třebová atd.           | MO           | Český klub                                                              | |
| Žerotín Karel Emanuel                   | VS    |                                    | MO           | Coroniniho klub, r. 1890 nezařaz.                                       | |

* V listu Našinec uváděn mezi členy Polského klubu i jistý Sydlowski a mezi členy klubu Spojené levice jistý Schöffel.